# 汗尤尼斯难民营
汗尤尼斯难民营（阿拉伯语：‎）是位於汗尤尼斯省的一个巴勒斯坦難民營，地處汗尤尼斯以西以及加沙地带南部地中海海岸以东两公里处。尽管聯合國近東巴勒斯坦難民救濟和工程處声称2010年大约有72,000名巴勒斯坦難民居住在該难民营中，但根據巴勒斯坦中央统计局在2017年進行的人口普查，當地人口为 41,182 人。 
汗尤尼斯难民营于1948年阿拉伯-以色列戰爭爆發后建立，當時收容了大约35,000名巴勒斯坦难民。1956年11月3日，汗尤尼斯难民营和汗尤尼斯被以色列國防軍短暫占领。隨後大约有275名巴勒斯坦人被以色列军队杀害，其中包括难民营中的140名难民。 
聯合國近東巴勒斯坦難民救濟和工程處表示，由于受以色列军队的攻擊，难民营中的许多居民失去了家园。2000年代初，近东救济工程处开始在當地重建難民家園，但由于加沙之戰后以色列对加沙地带实施封锁，重建工作基本停止。 